# St. Georg (Arnstorf)

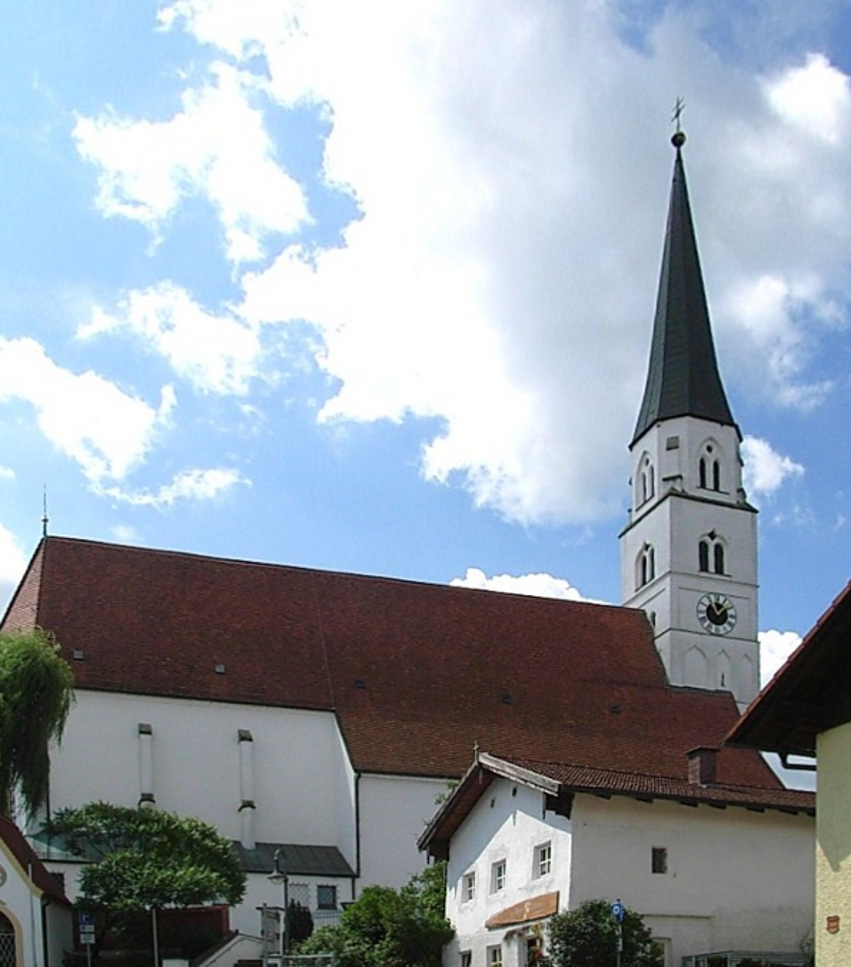
Außenansicht

Die katholische Pfarrkirche St. Georg der Pfarrei Arnstorf ist ein denkmalgeschütztes Kirchengebäude in Arnstorf, einem Markt im niederbayerischen Landkreis Rottal-Inn. Die Pfarrei gehört zum Pfarrverband Arnstorf im Dekanat Pfarrkirchen, Bistum Passau.

## Geschichte
Erstmals wird die Pfarrei 1253 erwähnt. Das spätgotische Gebäude wurde nach der im Chorbogen befindlichen Jahreszahl, 1477 vermutlich von Michael Sallinger errichtet. Die Konsekration nahm der Weihbischof Albert Schönhofer aus Passau vor. Die ortsbildprägende Kirche ist von außergewöhnlichem Ausmaß, sie steht auf einer Anhöhe und ist weithin sichtbar. Der Westturm ist über die Hälfte in das Langhaus eingerückt. Der hohe Unterbau besitzt vier Geschosse, die durch kiel- und spitzbogige Blenden gegliedert sind. Mit dem Bau des Hochschiffes der spätgotischen Anlage wurde im 15. Jahrhundert begonnen. Die Seitenschiffe und die spätgotischen Netzrippengewölbe stammen aus dem Anfang des 16. Jahrhunderts. Der Innenraum des dreijochigen und dreischiffigen Langhauses, sowie des Chores zu zwei Jochen wurde im Laufe der Jahre mehrfach umgestaltet. Von 1994 bis 1995 wurde das Gebäude umfangreich renoviert.

## Ausstattung
- Die ursprünglich spätgotische Ausstattung wurde in der Barockzeit entfernt. Von der barocken Ausstattung[3] ist ein großes Kruzifix in mehr als doppelter Lebensgröße erhalten; es zeigt den Gekreuzigten in lebendiger Physiognomie und starker Körperlichkeit.[5]
- Die Epitaphe für Hans von Closen und seiner Frau Katharina wurden um 1527 aus rotem Marmor angefertigt.
- Die Inneneinrichtung wurde in den Jahren 1994 und 1995 ergänzt. Der Hochaltar, der Altar und der Ambo sind Arbeiten des Eggenfeldener Bildhauers Josef Neustifter.[6]
- In der Kirche werden einige alte Grabsteine gezeigt.[7]

## Glocken
Im Turm der Pfarrkirche befindet sich ein historisch wertvolles Geläut mit insgesamt 5 Glocken, gegossen 1890 (Glocken I bis IV) und 1891 (Glocke V) von der Glockengießerei Otto in Hemelingen bei Bremen, von welcher nur mehr wenige Geläute aus der Vorkriegszeit vollständig erhalten sind. So wurden von den in der Zeit von 1873 bis 1939 gegossenen OTTO-Glocken 77 % in den Weltkriegen eingeschmolzen. Während viele Pfarrkirchen ihre in den Weltkriegen abgenommenen und auf sog. Glockenfriedhöfe verbrachten Kirchenglocken nicht mehr zurückerhielten, wurde das Arnstorfer Geläut unzerstört aufgefunden und nach dem Krieg wieder vollständig in den Turm aufgezogen.
Die Glocken haben folgende Schlagtöne: c′ – d′ – e′ – g′ – a′. Ihre Durchmesser lauten: 1500 mm, 1340 mm, 1200 mm, 1000 mm, 895 mm. Sie wiegen: 1890 kg, 1315 kg, 965 kg, 570 kg, 409 kg.

## Sonstiges
Zur Gemeinde gehört die ursprünglich romanische und im 15. Jahrhundert umgestaltete Filialkirche St. Jakobus der Ältere in Hainberg. Die auf einem Friedhof stehende Kirche beherbergt einige gotische Figuren.